# オイルシール
オイルシールとは、回転軸における潤滑剤の漏れや異物の混入を防ぐ密封装置の一種。一言で言えば、オイル（油）をシールする（封じる）機械要素である。

## 形状・機能

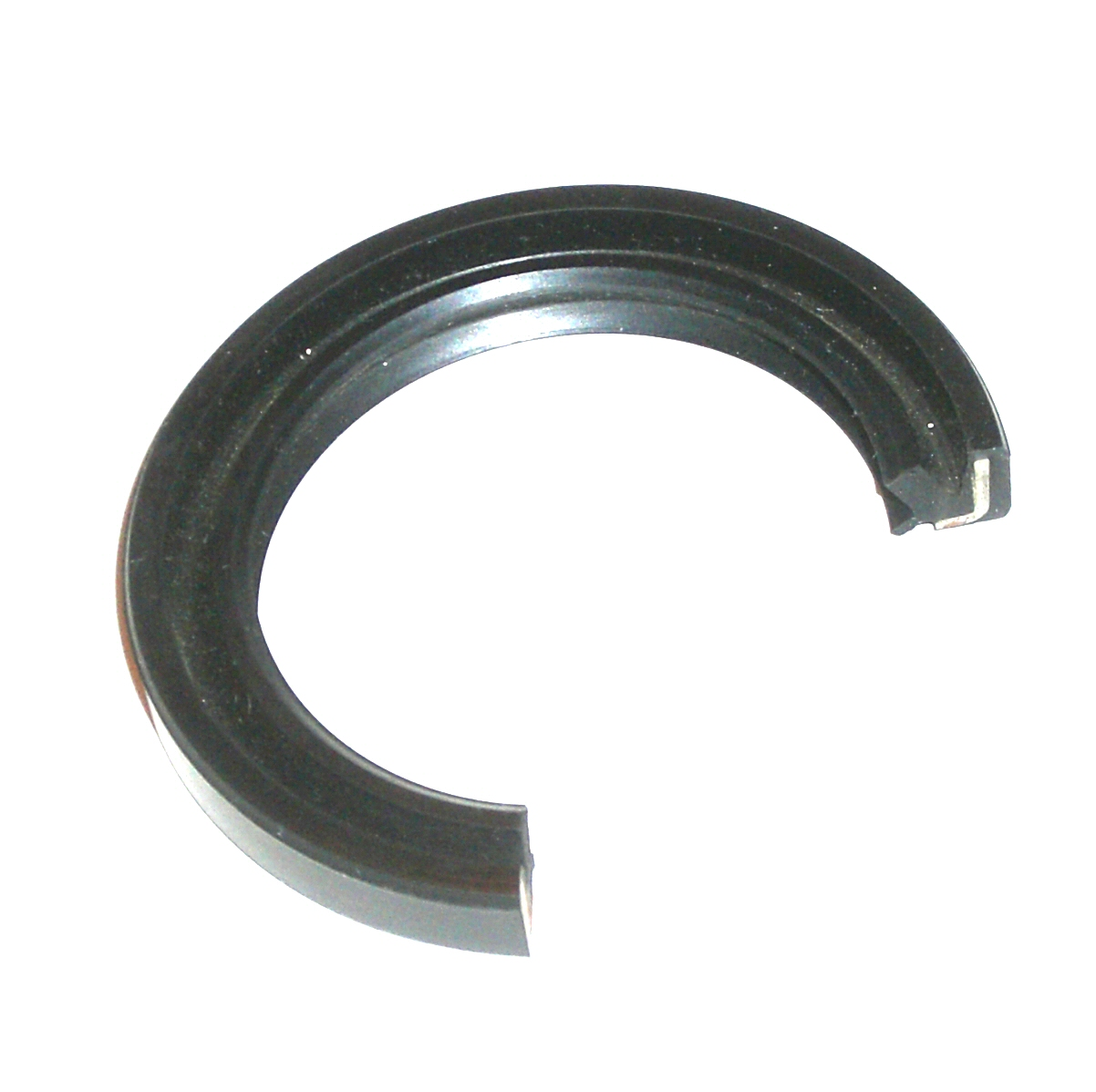
オイルシール（構造が見やすいよう環状のものを一部切除）、外側が固定部分に取り付けられる。断面の白い部分が金属、内側の上部が液封部（シールリップ部）で下側が異物侵入防御のダストリップ部

形状は、金属リングと合成ゴムを組み合わせた環状のものが普通。リップと呼ばれる内側部分が、中に入った環状コイルばねに押されて軸表面に弾性的に密着する。通常、機械の摩擦部分には機械を動きやすくするために潤滑油を入れる。その回転、往復又は遥動する機械の軸まわりにオイルシールを装着し、すきまから油が漏れるのを防ぐために用いられる。そのとき、完全に油が漏れるのを密封するわけではなく、あえて少しずつ油を漏らすことで機械の動きをより滑らかにする。また、外部から埃や土砂が機械内部へ侵入するのを防ぐ機能もある。油だけでなく、機械に使用される水・薬液・ガス等が外部に漏れないようにする目的のものもある。

## 構成
環状のオイルシールの内周部の軸との接着部分を「リップ部」、外周部のハウジング穴との接着部分を「はめあい部」という。

### リップ部
- リップ先端部（遥動面）

くさび上の断面形状をなし、先端部で軸表面を押し付けて、流体を密封する。
- シールリップ部

フレキシブルなエラストマーでできている。機械の振動や密封流体の圧力変動の影響に対し、安定した密封作用を保つように設計されている。リップ先端部の軸表面との接触状態を安定した状態に保つ。
- ダストリップ部

補助的に付けられた、バネなしリップで、外部からのダスト侵入を防ぐ。

### はめあい部
オイルシールをハウジング穴に固定する。同時に、オイルシール外周面とハウジング内面との接触両面からの流体の漏れ、又は侵入を防ぐ。

## 使用先
主として自動車のエンジン、トランスミッションに使用。車軸やサスペンション、ショックアブソーバーなど、直動部分にも使われている。乗用車1台あたり60個以上使用されている。他にも建設機械、工作機械、ロボット、航空機、宇宙航空機、船舶、鉄道車両、農業機械、石油化学プラント、原子力発電プラント、家庭電気製品など、あらゆる分野の凡そ機械と名の付くもの全てに使用されている。